# 日本ハワイアン音楽協会
日本ハワイアン音楽協会（にほんハワイアンおんがくきょうかい。略称 JHMA）は、ハワイ及び南太平洋の文化・音楽舞踊を愛する同好の士を糾合し、 会員相互の交流と親睦をはかり、これらの発展に寄与することを目的として、1978年に設立された非営利団体である。
以来、ハワイアン・グランドコンサート、グランド・フラ・フェスティヴァル、 ワイ・ワイパーティーなど、 年間を通じて幅広い活動を行っている。

## 沿革
- 1978年 - 日本ハワイアン協会（JHA）発足。4月1日、会長　石原慎太郎 　　初代理事長　 月村博光　就任。
- 1979年 - 4月1日、日本ハワイアン音楽協会（JHMA）と改称。
- 1982年 - 4月1日、日花功、第二代理事長に就任。
- 1985年 - 4月1日、小菅喜代孝、第三代理事長に就任。
- 1989年 - 4月22日、吉田俊郎、第四代理事長に就任。

## イベント
- 1978年4月13日 - ハワイアングランドコンサート開催(よみうりホール)
- 1983年9月24日 - 創立5周年記念’83ハワイアンフェスティヴァル開催(渋谷公会堂)
- 1983年11月23日 - 創立5周年ハワイアン･ワイワイ･パーティ開催(サンケイホール)
- 1985年1月12日 - 新春ハワイアン･ワイワイ･パーティ開催(サンケイホール)
- 1985年5月25日 - 第1回HAWIIAN PO開催（高田馬場Big Box)
- 1985年9月2日 - 第2回HAWIIAN PO開催（高田馬場Big Box)
- 1986年1月25日 - ’86ハワイアン･ワイワイ･パーティ開催（サンケイホール)
- 1986年7月7.8日 - 第3回HAWIIAN PO開催（銀座ラ･ポーラ)
- 1986年12月14日 - 第4回HAWIIAN PO開催（浅草5656会館)
- 1987年1月17日 - グランド･ハワイアン･コンサート開催（中野サンプラザ)
- 1987年7月31日 - 第1回グランド HULA フェスティヴァル開催（よみうりホール)
- 1988年1月23日 - ’88ハワイアン･ワイワイ･パーティ開催（サンケイホール)
- 1988年4月23日 - 創立10周年記念’88グランド･ハワイアン･コンサート開催（中野サンプラザ)
- 1988年7月24日 - 第2回グランド HULA フェスティヴァル開催（よみうりホール)
- 1989年6月25日 - ハワイアンホリデー開催。以後、ハワイアンスナックを持ち回りで開催。
- 1989年7月24日 - 第3回グランド HULA フェスティヴァル開催（よみうりホール)
- 1989年11月25日 - グランド･ハワイアン･コンサート開催（中野サンプラザ)
- 1990年5月20日 - ’90ハワイアン･ワイワイ･パーティ開催（サンケイホール)
- 1990年9月9日 - 第4回グランド HULA フェスティヴァル開催（よみうりホール)
- 1991年9月7日 - 第5回グランド HULA フェスティヴァル開催（日本青年館)
- 1992年9月2日 - 納涼ワイワイ･パーティ開催（有楽町チボリ)
- 1992年9月11日 - 第6回グランド HULA フェスティヴァル開催（日本青年館)
- 1993年2月1日 - カウアイ島復興チャリティの集い開催（日比谷公会堂)
- 1993年8月28.29日 - 第7回グランド HULA フェスティヴァル開催（日本青年館)
- 1993年9月5日 - 納涼ワイワイ･パーティ開催（有楽町チボリ)
- 1994年9月4日 - 納涼ワイワイ･パーティ開催（有楽町チボリ)
- 1995年9月4日 - 第8回グランド HULA フェスティヴァル開催（ゆうぽうと)
- 1996年1月1日 - 会報JHMAニュース発刊、以後年四回発行。
- 1996年8月30日 - 第9回グランド HULA サマー･フェスティヴァル開催（ゆうぽうと)
- 1997年3月7日 - 第9回グランド HULA スプリング･フェスティヴァル開催（ゆうぽうと)
- 1997年7月22日 - ハワイアン･ナイト開催（大森ベルポート)
- 1997年8月27日～31日 - 第1回伊香保ハワイアン･フェスティバル後援
- 1997年9月10日 - 第10回グランド HULA フェスティヴァル開催（ゆうぽうと)
- 1998年3月29日 - 創立20周年記念’98グランド･ハワイアン･フェスティヴァル開催（ゆうぽうと)
- 1998年10月31日 - 第11回グランド HULA フェスティヴァル開催（ゆうぽうと)
- 1999年5月16日 - 第12回グランド HULA フェスティヴァル開催（ゆうぽうと)
- 1999年10月9日 - ’99ハワイアン･グランド･コンサート開催（ゆうぽうと)
- 2000年3月20日 - 第13回グランド HULA フェスティヴァル開催（ゆうぽうと)
- 2000年6月8日 - 第1回ハワイアン講演会＆フラ･ワークショップ開催（文京女子大)
- 2001年3月25日 - 第14回グランド HULA フェスティヴァル開催（ゆうぽうと)
- 2002年3月23日 - 第15回グランド HULA フェスティヴァル開催（ゆうぽうと)
- 2003年3月1日 - 第16回グランド HULA フェスティヴァル開催（ゆうぽうと)
- 2004年4月10日 - 第17回グランド HULA フェスティヴァル開催（ゆうぽうと)
- 2004年5月8日 - 第26回Sounds of HAWAII in 大森ベルポート開催（大森ベルポート)
- 2005年4月23日 - 第18回グランド HULA フェスティヴァル開催（ゆうぽうと)
- 2005年5月7日 - 第27回Sounds of HAWAII in 大森ベルポート開催（大森ベルポート)
- 2005年10月10日 - グランド タヒチアン フェスティバル開催（ゆうぽうと)
- 2006年4月30日 - 第19回グランド HULA フェスティバル開催（ゆうぽうと)
- 2006年5月7日 - 第28回Sounds of HAWAII in 大森ベルポート開催（大森ベルポート)
- 2007年4月30日 - 第20回グランド HULA フェスティバル開催（ゆうぽうと)
- 2007年5月12日 - 第29回Sounds of HAWAII in 大森ベルポート開催（大森ベルポート)
- 2007年7月30日～8月2日 - 第11回伊香保ハワイアン･フェスティバル後援
- 2008年4月29日 - 創立30周年記念、第21回グランド HULA フェスティバル開催（ゆうぽうと)
- 2008年5月10日 - 第30回Sounds of HAWAII in 大森ベルポート開催（大森ベルポート)
- 2008年8月3日～6日 - 第12回伊香保ハワイアン･フェスティバル後援
- 2009年4月29日 - 第22回グランド HULA フェスティバル開催（ゆうぽうと)
- 2009年5月9日 - 第31回Sounds of HAWAII in 大森ベルポート開催（大森ベルポート)
- 2009年8月2日～6日 - 第13回伊香保ハワイアン･フェスティバル後援
- 2010年4月29日 - 第23回グランド HULA フェスティバル開催（ゆうぽうと)
- 2010年5月8日 - 第32回Sounds of HAWAII in 大森ベルポート開催（大森ベルポート)
- 2010年7月31日～8月4日 - 第14回伊香保ハワイアン･フェスティバル後援
- 2011年5月7日 - 第33回Sounds of HAWAII in 大森ベルポート開催（大森ベルポート)
- 2011年8月1日.～4日 - 第15回伊香保ハワイアン･フェスティバル後援

## 関連人物

### 相談役
- 高木ブー　- 日本のコメディアン、ミュージシャン（ウクレレ奏者、ギタリスト）、タレント。ザ・ドリフターズ、こぶ茶バンドのメンバーである
- エセル中田 - 「カイマナ･ヒラ」を大ヒットさせ、ハワイアンミュージックの人気を日本に定着させたパイオニア的な女性シンガー
- 三輪あさ - マヘアラニスクール代表。カパフラオマヘアラニ連合会　相談役
- クウレイナニ橋本 - 一般社団法人太平洋文化芸術協会代表理事
- 小菅 喜代孝 - 日本ハワイアン音楽協会第三代理事長
- 衛藤 かをり - ハワイアンミュージック女性シンガー

### 名誉会員アドバイザー
- Keao Costa - 元「Na Palapalai」のボーカル&ベース担当。「Makni’olu’olu（マカニ・オル・オル）」が2003年にナ・ホク・ハノハノ・アワードを5部門受賞する快挙を達成。
- Bryan Tolentino - Kamehameha Schoolsの臨時教師を務めており、Kamaka Hawaii Inc Artist Relationsとしても参加している。
- Cody Pueo Pata - Ululoa Productionsに所属しているハワイアンミュージシャン